# نافع مولى ابن عمر
أبو عبد الله نافع المدني مولى عبد الله بن عمر بن الخطاب، من أئمة التابعين بالمدينة المنورة، وأحد رواة الحديث النبوي الثقات، روى عن ابن عمر وغيره من الصحابة، كان عالما بالفقه، كثير الرواية للحديث، ويعد مالك بن أنس أشهر من لازمه وحدث عنه. وقيل عنه: «لايعرف له خطأ في جميع ما رواه». حديثه في كتب الصحاح الستة. توفي سنة 117هـ.

## سيرته
اسمه نافع، وكنيته أبو عبد الله، اختلفوا في أصله، قيل أن أصله من المغرب، وقيل: من نيسابور، وكانت تسمى أبرشهر، وقيل: كَانَ من سبي كابل، وقيل: من جبال براربندة من جبال الطالقان. وقيل: كَانَ اسم أبيه هرمز، وقيل كاوس. أصابه عبد الله بن عمر بن الخطاب فِي بعض غزواته، روى عن مولاه عبد الله بن عمر وجماعة من الصحابة، وروى عنه خلق من التابعين وغيرهم. كان لا يُفسِّر ولا يُعلّم القرآن لما عنده من اللحن، وكان عنده كتاب يُحدث منه، روى الواقدي: «كان كتاب نافع الذي سمع من عبد الله بن عمر في صحيفة، فكنا نقرؤها عليه فنقول: ياأبا عبد الله إنا قد قرأنا عليك فنقول: حدّثنا نافع؟ فقال: نعم.». وقال عنه مالك بن أنس: «إذا قال نافعٌ شيئاً فاختم عليه».
بعثه عمر بن عبد العزيز إلى مصر يعلم الناس السنن، وكان يجلس بعد الصبح في المسجد يعلم الناس حتى تطلع الشمس، وولاه عمر بن عبد العزيز صدقات اليمن. رُوي أنه لمّا احتُضر بكى، فقيل: «مايبكيك؟» قال: «ذكرت سعد بن معاذ وضغطة القبر»، توفي سنة سبع عشرة ومائة للهجرة بالمدينة المنورة في خلافة هشام بن عبد الملك.

## روايته للحديث النبوي
- روى عن: إبراهيم بن عبد الله بن حنين، وإبراهيم بن عبد الله بن معبد بن عباس، وأسلم مولى عمر بن الخطاب، وحنين والد عبد الله بن حنين، ورافع بن خديج، وزيد بن عبد الله بن عمر، وأخيه سالم بن عبد الله بن عمر، وسعيد ابن أبي هند، وعبد الله بن حنين، وعبد الله بن عبد الله بن عمر، ومولاه عبد الله بن عمر، وعبد الله بن محمد بن أبي بكر الصديق، وعبيد الله بن عبد الله بن عمر، وعمار بن أبي عمار مولى بني هاشم، وعمرو بن ثابت العتواري، والقاسم بن محمد بن أبي بكر الصديق، ومسروح مؤذن عمر، ومغيرة بن حكيم الصنعاني، ونبيه بن وهب العبدري، وأبي سعيد الخدري، وأبي سلمة بن عبد الرحمن، وأبي لبابة بن عبد المنذر، وأبي هريرة ، والربيع بنت معوذ بن عفراء، وسائبة مولاة الفاكه بن المغيرة، وصفية بنت أبي عبيد زوجة عبد الله بن عمر، وعائشة، وأم سلمة.
- روى عنه: أبان بن صالح، وأبان بن طارق، وإبراهيم ابن سعيد المدني، وإبراهيم بن عبد الرحمن، وأسامة بن زيد بن أسلم، وأسامة بن زيد الليثي، وإسحاق بن عبد الله بن أبي فروة، وإسماعيل بن إبراهيم بن عقبة، وإسماعيل بن أمية القرشي، وأوفى بن دلهم العدوي، وأيوب السختياني، وأيوب بن موسى القرشي، وبرد بن سنان الشامي، وبكير بن عبد الله بن الأشج، وثابت بن زهير، وجرير بن حازم، وأبو بشر جعفر بن أبي وحشية، وجويرية بن أسماء الضبعي، والحجاج بن أرطاة النخعي، وحسان بن عطية الشامي، والحسن بن الحر النخعي، والحضرمي بن لاحق ، وحفص بن عنان الشامي، والحكم بن عتيبة، وأبو صخر حميد بن زياد المدني، وأبو الخطاب حميد بن يزيد، وحميد الطويل، وحنظلة بن أبي سفيان الجمحي، وخارجة بن عبد الله بن سليمان بن زيد بن ثابت، وخالد بن زياد الترمذي، وخالد بن أبي عمران التجيبي قاضي إفريقية، وخلاد بن سليمان الحضرمي المصري، وداود بن الحصين المدني، وداود بن أبي صالح الليثي، ورقبة بن مصقلة العبدي، وزيد بن محمد بن زيد العمري، وزيد بن واقد الشامي، وسالم أبو النضر، وسعد بن إبراهيم بن عبد الرحمن بن عوف، وسعيد بن ميمون، وسعيد بن أبي هلال، وسلمة بن علقمة التميمي، وسليمان بن موسى الدمشقي، وسليمان الأعمش وقيل: لم يسمع منه، وشعيب بن أبي حمزة الحمصي، وصالح بن كيسان، وصخر بن جويرية، والضحاك بن عثمان الحزامي، وعبد الله بن دينار، وعبد الله بن سعيد بن أبي هند، وعبد الله بن سليمان الطويل المصري، وعبد الله بن عثمان بن خثيم المكي، وعبد الله بن عمر العمري، وعبد الله بن عون، وابنه عبد الله بن نافع، وعبد الحميد بن جعفر الأنصاري، وعبد ربه بن سعيد الأنصاري، وعبد الرحمن بن أبي بكر المليكي القرشي الجدعاني، وعبد الرحمن بن عبد الله بن أبي عتيق، وعبد الرحمن بن عبد الله السراج، وعبد الرحمن الأوزاعي، وعبد الرحمن بن يزيد بن جابر الدمشقي، وعبد العزيز بن أبي رواد، وعبد العزيز بن عمر بن عبد العزيز، وعبد الكريم بن مالك الجزري، وعبد الكريم أبو أمية البصري، وعبد الملك بن جريج، وعبد الواحد بن قيس السلمي، وعبيد الله بن الأخنس، وعبيد الله بن أبي جعفر المصري، وعبيد الله بن عمر العمري، وعطاء الخراساني، وعطاف بن خالد المخزومي، وعقيل بن خالد الأيلي، وعلي بن الحكم البناني، وعمر بن حسين المكي، وعمر بن صهبان الأسلمي، وعمر بن محمد بن زيد العمري، وابنه عمر بن نافع، وعمرو بن سعد الفدكي، وعيسى بن حفص بن عاصم بن عمر بن الخطاب، وعيسى بن عمر بن موسى التيمي، وعيسى بن أبي عيسى الحناط، وفضيل بن غزوان الضبي، وفليح بن سليمان المدني، وكثير بن فرقد، والليث بن سعد، وليث بن أبي سليم، ومالك بن أنس، ومالك بن مغول الكوفي، ومبارك بن حسان، ومحمد بن إسحاق بن يسار، ومحمد بن ثابت العبدي، ومحمد بن جحادة، ومحمد بن سعيد الشامي المصلوب، ومحمد بن سوقة، ومحمد بن سيرين، ومحمد بن عبد الرحمن بن أبي ذئب، ومحمد بن عبد الرحمن بن عنج، ومحمد بن عبد الرحمن بن أبي ليلى، ومحمد بن عجلان، ومحمد بن علي القرشي، ومحمد بن عون الخراساني، ومحمد بن مسلم بن شهاب الزهري، ومحمد بن الوليد الزبيدي، ومحمد بن يزيد بن أبي زياد، ومصعب بن ثابت بن عبد الله بن الزبير، ومطر الوراق، ومطعم بن المقدام، ومعاذ بن العلاء المازني، والمغيرة بن زياد الموصلي، ومنصور بن المعتمر، وموسى بن عقبة، وموسى بن يسار الشامي، وموسى الجهني، وميمون بن مهران الجزري، ونافع بن عبد الرحمن بن أبي نعيم القارئ، ونجيح أبو معشر المدني، وهشام بن سعد، وهشام بن الغاز الجرشي، وهمام بن يحيى، وواسط بن الحارث، وواقد بن محمد بن زيد العمري، والوليد بن كثير المخزومي، والوليد بن أبي هشام، ويحيى بن سعيد الأنصاري، ويحيى بن أبي كثير، ويزيد بن أبي حبيب، ويزيد بن عبد الله بن الهاد، ويزيد بن عبد الرحمن بن أبي مالك الدمشقي، ويعلى بن حكيم، ويونس بن عبيد، ويونس بن يزيد الأيلي، وأبو إسحاق السبيعي، وأبو بكر بن محمد بن زيد العمري، وابنه أبو بكر بن نافع، وأبو كرب الأزدي، وأبو هند الصديق.[5]
- الجرح والتعديل: أجمع أهل الحديث على توثيقه والاحتجاج به، يقول مالك بن أنس: «كنت إذا سمعت من نافع يحدث عن ابن عمر لا أبالي أن لا أسمعه من غيره»، وقال سفيان بن عيينة: «سمعت عبيد الله بن عمر يقول: لقد من الله علينا بنافع»، وقال النسائي: «أثبت أصحاب نافع: مالك بن أنس، ثم أيوب، ثم عبيد الله بن عمر، ثم عمر بن نافع، ثم يحيى بن سعيد، ثم ابن عون، ثم صالح بن كيسان، ثم موسى بن عقبة، ثم ابن جريج، ثم كثير بن فرقد، ثم الليث بن سعدٍ، ثم اصحابه على طببقاتهم.»،[5] وقال أبو يعلى الخليلي: «نافع من ائمة التابعين بالمدينة إمام في العلم متفق عليه صحيح الرواية منهم من يقدمه على سالم ومنهم من يقارنه به ولا يعرف له خطأ في جميع ما رواه».[4] وقال ابن حجر العسقلاني: «ثقة ثبت فقيه مشهور».[5] قال البخاري:[9][10] | نافع مولى ابن عمر | أصح الأسانيد كلها: مالك، عن نافع، عن ابن عمر. وأصح أسانيد أبي هريرة: أبو الزناد، عن الأعرج، عن أبي هريرة. | نافع مولى ابن عمر |